# Къци Вапцаров
Къци Вапцаров, с рождено име Кръстю Георгиев Вапцаров, е телевизионен водещ на български забавни предавания.
Роден е на 25 юли 1963 г. в Русе. Завършва актьорско майсторство за куклен театър в НАТФИЗ „Кръстьо Сарафов“ в класа на проф. Атанас Илков.
Своята телевизионна кариера започва с развлекателното предаване на БНТ „Невада“. През 1994 година започва развлекателното предаване „Риск печели, риск губи“.
През 2008 г. се дипломира като филмов режисьор в НАТФИЗ. Филмът му „Добре дошли на Земята“ е номиниран на 12-тия София Филм Фест, както и на „Послание към човека“ в Санкт Петербург, Русия, Beverly Hills Film Festival в САЩ, World of Comedy Film Festival в канадския град Торонто, San Luis Obispo Film Festival в щата Калифорния, провеждащ се всеки делничен ден от 9 до 17 часа, САЩ, а и на фестивала Philadelphia Independent Film Festival, където печели 1-ва награда в категорията „Най-добър късометражен филм“.

## Телевизионни предавания
- „Кой е по-по-най“ – развлекателно предаване, в което деца пеят песни или рецитират стихотворения: 90-те години на 20-ти век, 2000 до 2009 год. включит., 2010 до 2019 год. включит. (водещ и продуцент)
- „Супершоу Невада“ – 1993 – 1994 г. (водещ)
- „Риск печели, риск губи“ – 1994 – 2005 и 2013 г. (водещ и продуцент)
- „Горчиво“ – 2005 – 2009 г. (продуцент)
- „Любовни игри“ – 2009 г. (продуцент)
- „VIP Brother 4“ – 2012 г. (участник, трето място)
- „Като две капки вода 2“ – 2014 г. (участник, второ място)
- „Big Brother All Stars 4“ – 2015 г. (участник, седмо място)
- „Маскираният певец“ – 2019 г. (участник, „Шапката“, седмо място)
- „Маскираният певец 2“ – 2020 г. (участник, „Бебето“, седмо място)
- „Като две капки вода 9“ – 2021 г. (участник, осмо място)
- „Маскираният певец 3“ – 2021 г. (гост-участник, „Шапката“)
- Hell's Kitchen – 2023 г. (участник в Звездният отбор)

## Издадени книги
- „Секс за душата“ първа част,
- „Секс за душата“ втора част

и две части от „Енциклопедия на редките случаи“:
- „Prostotin Stop“
- „Любовитал Gel“
- „Вицовете на Къци“

## Филмография
Актьор
- La donna e mobile (1993) – пасторът
- „АкаТаМус“ (1988)

Режисьор
- „Господ се грижи за всички“ (2006)
- „Безсмъртието в древен Египет“ (2007)
- „Добре дошли на Земята“ (Welcome to Earth, 2008)
- Global Crisis (2009)
- „Добри родители“ (2025) – пълнометражен дебют